# Власичев, Владимир Анатольевич
Владимир Анатольевич Власичев (20 апреля 1955) — советский футболист, защитник и полузащитник, советский и киргизский футбольный тренер.

## Биография

### Клубная карьера
В качестве игрока выступал за клубы второй лиги СССР, представлявшие Киргизскую и Узбекскую ССР. В составе «Бустона» (Джизак) в 1979 году стал победителем зонального турнира второй лиги. В начале 1980-х годов сыграл 100 матчей за ошский «Алай».

### Тренерская карьера
В 1989 году вошёл в тренерский штаб «Алая», а в 1990—1991 годах работал главным тренером клуба. После распада СССР некоторое время работал в Узбекистане.
На рубеже 1990-х и 2000-х годов возглавлял киргизский клуб «Жаштык-Ак-Алтын», приводил его к медалям национального чемпионата и привозил на Кубок чемпионов Содружества. По итогам 1999 и 2000 годов дважды признавался лучшим тренером Кыргызстана.
Позднее работал с клубами «Ак-Бура» (Ош) в первой лиге, «Нефтчи» (Кочкор-Ата) в высшей лиге. В 2015 году работал вместе со своим сыном Андреем в «Алае», при этом в ряде источников главным тренером назывался Андрей Власичев, а в других — Владимир.

## Личная жизнь
Два его сына, Андрей (род. 1981) и Анатолий (род. 1988), тоже стали футболистами. При этом Андрей играл за сборную Узбекистана, а Анатолий — за сборную Кыргызстана.